# 香港1969年元旦授勳名單
香港1969年元旦授勳名單1969年1月1日於《倫敦憲報》刊登。

## 授勳名單

### 聖米迦勒及聖喬治勳章

#### 聖米迦勒及聖喬治爵級大十字勳章（GCMG勳銜）
- 戴麟趾爵士，KCMG，MC（Sir David Clive Crosbie TRENCH）

#### 聖米迦勒及聖喬治爵級司令勳章（KCMG勳銜）
- 祈濟時議員，CMG（Michael David Irving GASS）

### 英帝國勳章

#### 英帝國司令勳章（CBE勳銜）
- 韓美洵先生，JP（Geoffrey Cadzow HAMILTON）
- 景韓先生，JP（Kenneth Strathmore KINGHORN）

#### 英帝國官佐勳章（OBE勳銜）
- 趙聿修先生，MBE，JP
- 德輝先生，JP（Arthur Daniel DUFFY）

#### 英帝國員佐勳章（MBE勳銜）
- 張錦添先生
- 周有先生
- 李美度先生（Reginaldo Emanuel dos REMEDIOS）
- Miss Audrey Mary GRAY
- 李孟標先生
- 梁錫洪先生
- 羅徵勤先生
- 歐德禮先生（Harry Oscar ODELL）
- 懷禮先生（Norman Beardmore Macqueen WHITLEY）
- 汪彼得牧師
- 黎醒民先生
- 陳乙明先生
- 容祖怡先生

### 爵士勳銜（Kt）
- 關祖堯議員，CBE，JP

### 帝國服務勳章（ISO勳銜）
- 范夫先生（James Ronald FIRTH）
- 楊格先生（Stephen YOUNG）

### 英帝國獎章（BEM）
- 張拖先生
- 朱超先生
- 李興先生
- 袁仕剛先生
- 楊蒼先生

### 女皇警察獎章（QPM）
- 李擇信先生（Richard Arthur Joseph RICHARDSON）

### 殖民地警察獎章（CPM）
- 陳強先生
- 關東先生
- 李南先生
- 廖華棠先生
- 米勒先生（Alvin James MILLER）
- 武毅先生（Peter Thomas MOOR）
- 莫榮先生（James Joseph Edward MORRIN）
- 吳卓勳先生
- 鄧世先生
- 鄧耘先生
- 謝萬祥先生
- 韋勒先生（Thomas Wainwright WHEELER）
- 楊國威先生

## 授勳名單（軍部）

### 英帝國勳章

#### 英帝國官佐勳章（OBE勳銜）
- 夏路特中校，MBE（Lieutenant-Colonel Lionel Alexander Digby HARROD）
- 羅拔斯上尉
- 柏拉斯華少校

### 英帝國獎章（BEM）
- 高詩菲二級上士（Staff Sergeant Richard CROSSFIELD）